# Chihuahua/Vola vola da me
Chihuahua/Vola vola da me è il 49º singolo di Mina, pubblicato il 16 aprile del 1962 su vinile a 45 giri dall'etichetta Italdisc, che anticipa l'album Renato di fine anno.

## Il disco
Ha due copertine diverse entrambe con i titoli invertiti rispetto ai lati del disco di vinile: ufficiale fronte e retro, ristampata fronte e retro.
In Grecia è stato stampato su vinile blu.
Entrambi i brani sono contenuti negli album ufficiali Renato dello stesso anno e Mina Nº 7 del 1964, su CD nella raccolta Ritratto: I singoli Vol. 2 del 2010, che comprende rimasterizzati tutti i brani pubblicati su 45 giri fino al 1964.
Mina è accompagnata da Tony De Vita con la sua orchestra.
A febbraio del 1963 raggiunge la 12ª posizione nella classifica settimanale, per risultare il 28º disco più venduto tra il 1962 e il 1963.

## Vola vola da me
Fa anche parte della colonna sonora del film di Mario Mattoli Appuntamento in Riviera del 1962.

## Chihuahua

### Versioni in altre lingue
Mina ha inciso anche la versione in spagnolo del brano (non è noto l'autore del testo), reperibile sull'EP Y de hai/Chihuahua/Que no que no/El globito (Discophon 27.144) del 1962. Nella discografia italiana è presente nelle raccolte Mina canta in spagnolo (1995) e Mina in the world (2000).
Il 45 giri bilingue L'éclipse twist/Chuhuahua (Polydor 24945), pubblicato nel 1962 sul mercato tedesco, ha il lato A cantato in francese (non è noto l'autore del testo), ma non è chiaro se il lato B, il cui titolo riportato in copertina è Chuhuahua <Ciuaua>, sia in italiano o la versione in un'altra lingua.

### Video
Il DVD Gli anni Rai 1962-1965 Vol. 9, nel cofanetto monografico pubblicato da Rai Trade e GSU nel 2008, contiene i video di due versioni dal vivo cantate da Mina durante le registrazioni dei varietà televisivi:
- Eva ed io 1962, 3ª puntata (5 agosto) - canzone intera (durata 2:59)

Questa versione sarà usata a fine anno in uno spot pubblicitario per il marchio "Industria Italiana della Birra".
- Alta pressione 1962, 3ª puntata (30 settembre) - frammento (durata 0:52).

## Tracce
Lato A
1. Vola vola da me – 2:18 (testo: Alberto Testa – musica: Vittorio Buffoli; edizioni musicali Orchestralmusic)

Lato B
1. Chihuahua – 2:10 (testo: Giorgio Calabrese – musica: Antonia Bertocchi, Mansueto De Ponti; edizioni musicali Ariston)